# Marcel Bitsch
Marcel Bitsch (* 29. Dezember 1921 in Paris; † 21. September 2011 ebenda) war ein französischer Komponist.

## Leben
Bitsch studierte ab 1939 am Conservatoire de Paris bei Jean Gallon Harmonielehre, bei Noël Gallon Kontrapunkt und bei Paul-Marie Masson Musikwissenschaft. 1945 gewann er den Prix de Rome. Seit 1956 war er Professor für Kontrapunkt am Conservatoire.
Er komponierte eine komische Oper, ein Ballett, sinfonische und kammermusikalische Werke sowie zahlreiche Instrumentalstücke für die Musikwettbewerbe am Conservatoire. Daneben publizierte er auch mehrere musikwissenschaftliche Schriften.

## Werke (Auswahl)
- Suite française für Oboe und Klavier
- Quatre variations sur un thème de D. Scarlatti für Trompete
- Cahiers d’études pour la flûte
- Six Esquisses symphoniques, 1949
- La Farce du Contrebandier, musikalische Komödie, 1946
- Concertino für Fagott und Orchester, 1948
- Le Chalumeau d’or, Ballett
- Trois Sonatines für Flöte und Klavier, 1952
- Les Plaisirs de Sully, 2001
- Douze Etudes De Rhythme pour Clarinette
- Villageoise

## Schriften
- Précis d'Harmonie
- Traité de contrepoint
- Aide-Mémoire Musical
- La Fugue

## Einzelnachweis
1. ↑  Kurzbiografie (frz.)

| Personendaten    | Personendaten           |
| ---------------- | ----------------------- |
| NAME             | Bitsch, Marcel          |
| KURZBESCHREIBUNG | französischer Komponist |
| GEBURTSDATUM     | 29. Dezember 1921       |
| GEBURTSORT       | Paris                   |
| STERBEDATUM      | 21. September 2011      |
| STERBEORT        | Paris                   |